# Antyfaszyzm

Trzy Strzały, popularny symbol antyfaszystowski

Antyfaszyzm – ruch polityczny przeciwny ideologii faszystowskiej. Powstał z inspiracji środowisk lewicowych w latach 20. XX wieku, jako odpowiedź na formowanie się ruchu faszystowskiego we Włoszech (m.in. organizacja Śmiałkowie Ludu). Z czasem ruch antyfaszystowski stawał się reakcją na rosnącą popularność faszyzmu w innych krajach. W latach 30. powstał w Niemczech Front Żelazny, a następnie odrębna organizacja Akcja antyfaszystowska. Z kolei w Hiszpanii idee sprzeciwu wobec faszyzmu reprezentowali ochotnicy z Brygad Międzynarodowych. W II Rzeczypospolitej natomiast ruch antyfaszystowski skupiony był przede wszystkim wokół Polskiej Partii Socjalistycznej (m.in. Akcja Socjalistyczna) czy Bundu. Walkę o usunięcie z życia publicznego praktyk faszyzmu, ogłosili w Grecji, w latach 1946–1949, partyzanci Demokratycznej Armii Grecji.
Ruch antyfaszystowski stosuje wiele symboli oraz haseł, jednym z popularniejszych jest powstałe w czasie wojny domowej w Hiszpanii zawołanie bojowe No pasarán, pierwszy raz użyte przez Dolores Ibárruri Gómez. Powszechnie stosowane są także Trzy Strzały, symbol zaprojektowany w 1931 przez Rosjanina Siergieja Czachotina i Niemca Karla Mierendorffa dla niemieckiej socjaldemokratycznej organizacji antyfaszystowskiej Front Żelazny.
Odrodzenie ruchu antyfaszystowskiego nastąpiło w Europie Zachodniej w latach 70. i 80. XX wieku jako sprzeciw wobec zjawiskom neofaszyzmu i neonazizmu.
Antyfaszyzm łączy się zazwyczaj z działalnością przeciwko innym ideologiom czy tendencjom uznawanym jako dyskryminujące – rasizmowi, szowinizmowi czy nacjonalizmowi, a współcześnie również przeciw seksizmowi i homofobii.
Chociaż antyfaszyzm pojawia się najczęściej w środowiskach związanych ideologicznie z lewicą, jak m.in. anarchizm, komunizm, pacyfizm, socjaldemokracja, socjalizm i syndykalizm, to występuje także wśród tych centrowych, jak i prawicowych, jak np. konserwatyzm czy liberalizm.

## Historia antyfaszyzmu na świecie
Tak jak większość ruchów faszystowskich, również przeciwstawne im ruchy antyfaszystowskie i antynazistowskie najczęściej występowały w Europie. Mianem antyfaszystów nazywano także polityków i działaczy sprzeciwiających się pobłażliwej, a nawet przyjaznej polityce Stanów Zjednoczonych wobec Włoch Mussoliniego i III Rzeszy.
Od samego początku rządów Mussoliniego faszyzm stał się obiektem obserwacji ze strony Kominternu. Faszyzm uznano za etap w rozwoju kapitalizmu, a antyfaszyzm zaczęto traktować jako element walki klas.

### Włochy

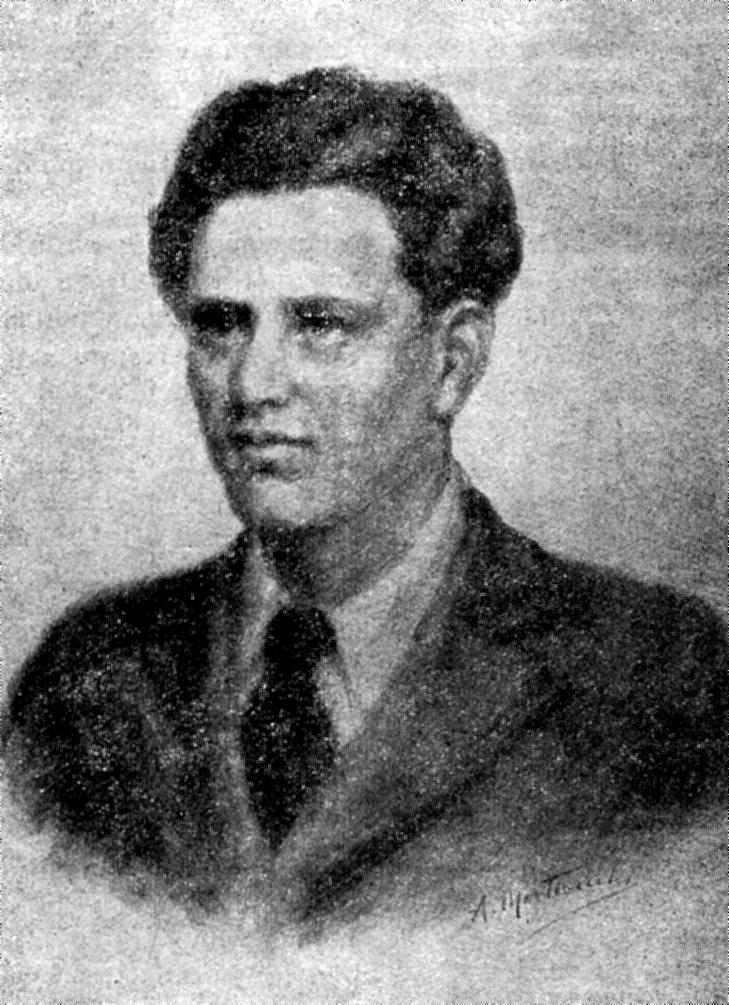
Gino Lucetti, anarchista, jeden z członków arditi, niedoszły zabójca Mussoliniego, który w 1926 rzucił bombą w jego samochód

Włochy, jako kraj, z którego wywodzi się faszyzm, były też ojczyzną sprzeciwu wobec niego. Ruch ten od początku nie stronił od przemocy – w większości miał charakter bojówek robotniczych, które walczyły przeciwko Czarnym Koszulom, faszystowskiej milicji. Początkowo ruch antyfaszystowski we Włoszech związany był z głównym nurtem ruchu robotniczego – Włoską Partią Socjalistyczną (PSI) i związkami zawodowymi. Jednak po tym jak 3 sierpnia 1921 PSI zawarła „rozejm” z Narodową Partią Faszystowską, a inne ruchy (związki zawodowe oraz Włoska Partia Komunistyczna) postanowiły ograniczyć się do działań ściśle legalnych i pokojowych, przeciwne tej polityce grupy milicji robotniczych sformowały organizację Arditi del popolo – Śmiałków Ludu (arditi – włoskie określenie elitarnych jednostek szturmowych).

Flaga Śmiałków Ludu, przedstawiająca fasces (symbol faszyzmu) rozcinany toporem

Organizacja ta została jednak pozbawiona wszelkiego wsparcia politycznego. Partia Socjalistyczna i związki zawodowe odmówiły uznania Arditi del popolo za wspólną antyfaszystowską milicję. Partia Komunistyczna zakazała swoim członkom jednoczesnego członkostwa w niej, organizując własną milicję, której działania były jednak znikome, z racji przyjęcia wspomnianej wcześniej strategii legalizmu. Za potępienie Arditi, włoscy komuniści byli krytykowani w Kominternie, a także przez samego Lenina, który m.in. opublikował w „Prawdzie” artykuł popierający ruch Arditi, a krytykujący politykę Amadeo Bordigi, ówczesnego lidera PCI.
Mimo pewnych sukcesów, które odnieśli Arditi (m.in. na barykadach Parmy, gdzie w sierpniu 1922 grupa 350 arditi, na czele z jednym z założycieli ruchu, Guido Picellim, dzięki pomocy lokalnych robotników, powstrzymała próbę „zajęcia” miasta przez kilkunastotysięczną grupę Czarnych Koszul, dowodzonych m.in. przez Italo Balbo, późniejszego marszałka lotnictwa) ruch, pozbawiony poparcia pozostałych organizacji opozycyjnych, był stopniowo rozbijany przez zabójstwa i aresztowania przywódców i działaczy i de facto zanikł do 1924, choć w późniejszym okresie nawiązywali do niego m.in. partyzanci w okresie II wojny światowej.
W środowisku uchodźców powstała organizacja Giustizia e Libertà, działacze ugrupowania początkowo prowadzili głównie działalność propagandową, jej działacze walczyli przeciwko frankistom w czasie wojny domowej w Hiszpanii. W 1943 organizacja zaczęła formować własne oddziały partyzanckie walczące przeciwko Włoskiej Republice Socjalnej.
W późniejszym okresie ruch antyfaszystowski występował między innymi wśród zamieszkujących północno-wschodnie Włochy mniejszości chorwackiej i słoweńskiej. W latach 1927–1941 działała tam ich wspólna organizacja TIGR (skrót od nazw miast i regionu Triest, Istria, Gorycja i Rijeka), prowadząca m.in. działalność partyzancką (sabotaż, napady na włoskie wojsko i organizacje faszystowskie) i terrorystyczną (w 1938 organizacja przygotowywała zamach na Benita Mussoliniego, który został w ostatniej chwili odwołany). Ruch został ostatecznie rozbity w 1941 r. przez OVRA, czyli włoski kontrwywiad polityczny, a pozostali jego członkowie dołączyli w większości do Frontu Wyzwolenia Ludu Słoweńskiego.

### Niemcy

Plakat Akcji Antyfaszystowskiej z 1932

W Niemczech organizacje antyfaszystowskie zaczęły powstawać w reakcji na rozwój nazizmu i narastającą przemoc polityczną ze strony nazistów. Jedną z pierwszych takich organizacji była anarchistyczna organizacja „Czarni żołnierze” (niem. Schwarze Sharen) powołana w 1929.
Dwa lata później, w 1931, w odpowiedzi na stworzenie przez NSDAP i inne partie prawicowe Frontu Harzburskiego, powołano do życia Front Żelazny. Front jednoczył kilka różnych organizacji, ale był zdominowany przez niemiecką partię socjaldemokratyczną SPD. W zamierzeniu miał być organizacją paramilitarną, ponadpartyjną, której celem była walka uliczna z nazistami. Około 99 członków organizacji zginęło w starciach z nazistami w przeciągu dwóch miesięcy w 1932. Po przejęciu władzy przez NSDAP organizacja została zdelegalizowana. Symbol Frontu Żelaznego, Trzy Strzały, jest używany przez współczesne grupy antify.
Popularność Frontu Żelaznego skłoniła rywalizującą z SPD Komunistyczną Partię Niemiec (KPD) do stworzenia własnej organizacji antyfaszystowskiej. W maju 1932 KPD ogłosiła założenie „Akcji antyfaszystowskiej” (niem. Antifaschistische Aktion). Początkowo pomysł był odczytywany jako postulat wspólnego frontu pomiędzy komunistami i socjaldemokratami z SPD przeciwko rosnącej wówczas w siłę NSDAP. Dwie flagi znajdujące się w logo niemieckiej Antifaschistische Aktion miały nawiązywać właśnie do SPD i KPD. Do powstania wspólnego lewicowego frontu przeciwko nazistom jednak nie doszło, sprzeciwił się temu Józef Stalin, który uważał, że niemieccy komuniści wyolbrzymiają zagrożenie ze strony nazistów, a nie doceniają zagrożenia ze strony SPD. SPD również była określana przez KPD jako partia faszystowska. SPD nie została więc zaproszona do Akcji Antyfaszystowskiej, zaproszeni zostali jedynie indywidualni członkowie partii.
Dopiero w czasie II wojny światowej Józef Stalin zmienił stanowisko w sprawie „wspólnego frontu antyfaszystowskiego”. Historyk Norman Davies w swojej książce Europa walczy 1939–1945. Nie takie proste zwycięstwo pisze o instrumentalnym odwoływaniu się przez Józefa Stalina do terminu antyfaszyzm i wykorzystaniu panujących w tym czasie na świecie antyfaszystowskich nastrojów. Według Daviesa, w propozycji Stalina antyfaszyzm nie oferował żadnej spójnej ideologii politycznej. Pod tym względem był to pusty pojemnik, zwykły polityczny kontredans.
W opinii historyka oznaczało to wybieg polityczny Stalina, który w czasach wojny miał stworzyć wrażenie, że poprzez wspólny cel – walkę z faszyzmem – demokratycznie nastawieni socjaliści Zachodu tylko nieznacznie różnią się od komunistów radzieckich. Miało to zatem wykreować obraz, że demokracje zachodnie wchodząc w sojusz z ZSRR przeciwko Trzeciej Rzeszy uznały komunizm i sprzymierzyły się z nim.

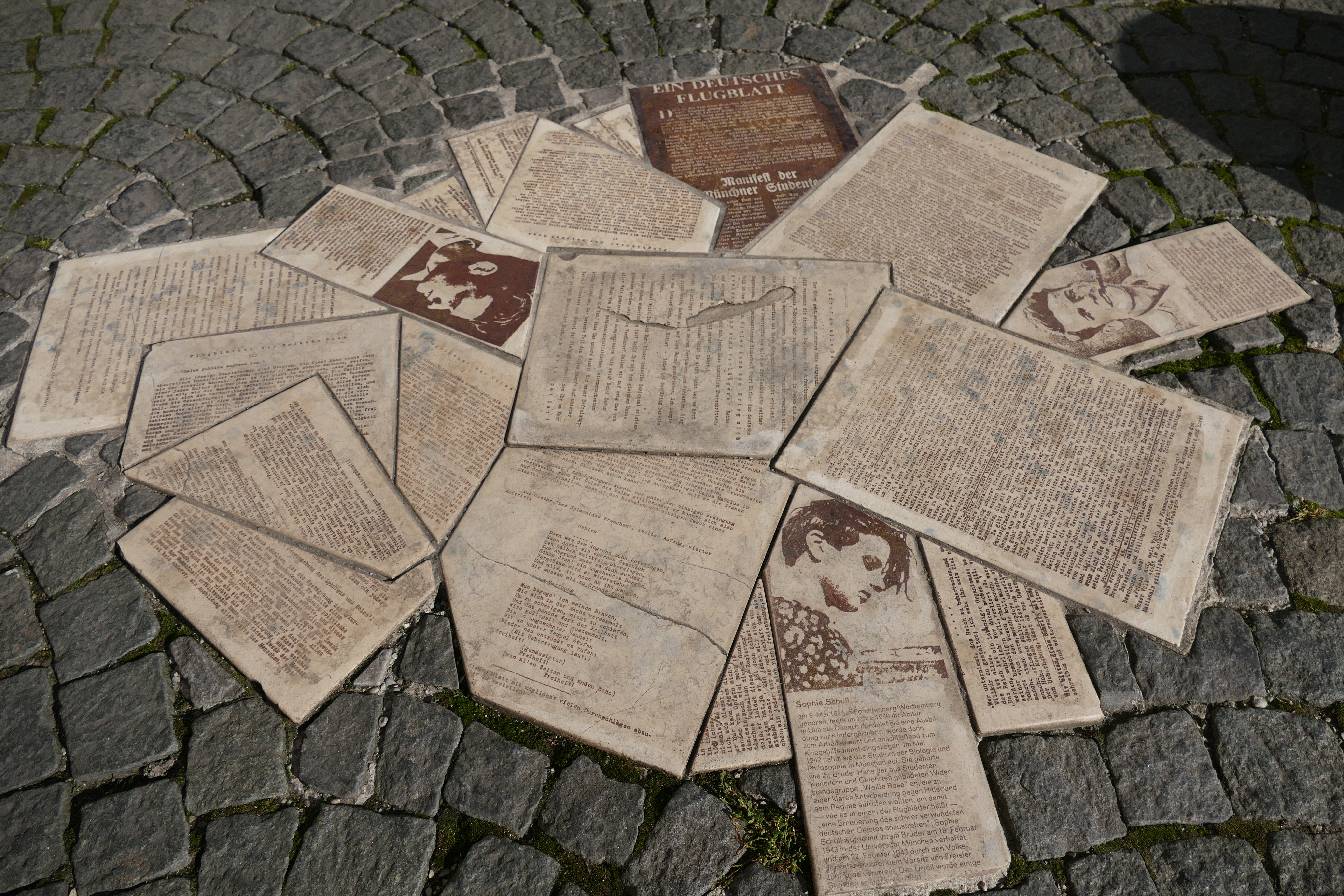
Upamiętnienie Białej Róży przed Uniwersytetem Ludwika i Maksymiliana w Monachium

Od czerwca 1942 do lutego 1943 w Monachium zawiązała się i działała Biała Róża, niemiecka grupa antynazistowska o orientacji chrześcijańskiej. Trzon organizacji tworzyło pięcioro studentów monachijskiego uniwersytetu. Biała Róża stawiała sobie za zadanie obalenie systemu nazistowskiego metodami pokojowymi. Aktywiści zajmowali się pisaniem ulotek i ich powielaniem oraz dystrybucją, a także malowali w publicznych miejscach antynazistowskie hasła. W 1943 jej główni członkowie, podczas procesów pokazowych, zostali skazani na śmierć.

### Wielka Brytania
Powstanie w 1933 Brytyjskiej Unii Faszystów (BUF) Oswalda Mosleya zostało zakwestionowane przez Komunistyczną Partię Wielkiej Brytanii (CPGB), socjalistów z Partii Pracy (LP) i Niezależnej Partii Pracy (ILP), a także anarchistów, irlandzkich katolickich dokerów i Żydów z klasy robotniczej w londyńskiej dzielnicy East End. Punktem kulminacyjnym była bitwa pod Cable Street, kiedy tysiące ludzi przybyło, by powstrzymać marsz BUF. Początkowo krajowi przywódcy CPGB chcieli masowej demonstracji w Hyde Parku w solidarności z republikańską Hiszpanią, ale lokalni działacze partyjni sprzeciwiali się temu. Aktywiści zebrali poparcie pod hasłem „No pasarán”, przejętym z republikańskiej Hiszpanii.
W odpowiedzi na działania skrajnie prawicowych ugrupowań w Wielkiej Brytanii od 1975 wydawane jest antyfaszystowskie czasopismo Searchlight. Od 1977 działa Liga Antynazistowska. Szczyt jej aktywności przypadł na lata 1977–1981. W 2004 Nick Lowles założył grupę interesu o nazwie Hope no Hate, której założeniem był pokojowy aktywizm antyrasistowski i antyfaszystowski.
W 1985 przez Unmesha Desaia z Newham Monitoring Project założona została antyfaszystowska organizacja Anti-Fascist Action (AFA, pol. Akcja Antyfaszystowska). Celem AFA było zbieranie informacji o przemocy na tle rasowym i aktywności grup faszystowskich oraz fizyczna ochrona ofiar rasizmu. Od 1986 organizowała corocznie marsze w Dzień Pamięci ku czci ofiar faszyzmu.
W odpowiedzi na wynik Brytyjskiej Partii Narodowej w wyborach samorządowych w 2003, powstała grupa nacisku o nazwie Unite Against Fascism (UAF, pol. „Zjednoczmy się Przeciwko Faszyzmowi”). Za cel postawiła sobie ostrzeganie społeczeństwa przed zagrożeniem ze strony faszyzmu i skrajnej prawicy. Krytyka tej grupy wymierzona jest głównie w Brytyjską Partię Narodową i Angielską Ligę Obrony. Grupa w przeszłości brała udział w bójkach ulicznych, które kończyły się interwencją policji i aresztowaniem części osób po obu stronach. Takie przypadki miały miejsce między innymi w 2009 (starcie UAF i BNP), w 2010 (starcie UAF i EDL) i w 2013 (starcie UAF i BNP).

### Stany Zjednoczone
We wrześniu 1939 antyfaszystowscy włoscy emigranci w Stanach Zjednoczonych założyli Towarzystwo Mazziniego w Northampton w stanie Massachusetts. Miało ono działać na rzecz zakończenia faszystowskich rządów we Włoszech. Między sobą prowadzili dyskusję, czy sprzymierzyć się z komunistami i anarchistami, czy też ich wykluczyć. Towarzystwo Mazziniego dołączyło do innych antyfaszystowskich włoskich emigrantów w obu Amerykach na konferencji w Montevideo w Urugwaju w 1942. Po obaleniu reżimu Mussoliniego organizacja zakończyła swoją działalność, ponieważ większość jego członków wróciła do Włoch.
Podczas drugiej czerwonej paniki, która miała miejsce w Stanach Zjednoczonych w latach bezpośrednio po zakończeniu II wojny światowej, termin premature anti-fascist wszedł do obiegu i był używany do opisania Amerykanów, którzy silnie agitowali lub działali przeciwko faszyzmowi. Zaliczano do nich m.in. Amerykanów, którzy walczyli po stronie republikanów podczas hiszpańskiej wojny domowej, zanim faszyzm był postrzegany jako bezpośrednie zagrożenie dla Stanów Zjednoczonych (co nastąpiło dopiero po inwazji III Rzeszy na Polskę i powszechnie po ataku na Pearl Harbor). Miało z tego wynikać, że takie osoby były albo komunistami, albo sympatykami komunistów, których lojalność wobec Stanów Zjednoczonych kwestionowano.
Znanymi amerykańskimi antyfaszystami byli m.in. Woody Guthrie, Pete Seeger, Charlie Chaplin, Dr. Seuss, Ring Lardner Jr., Alvah Bessie, Dorothy Parker, Robert Rossen, Frances Winwar, Lenny Bruce, Dorothy Day, Virgilia D'Andrea czy Lee de Forest.

## Ruch antyfaszystowski w Polsce

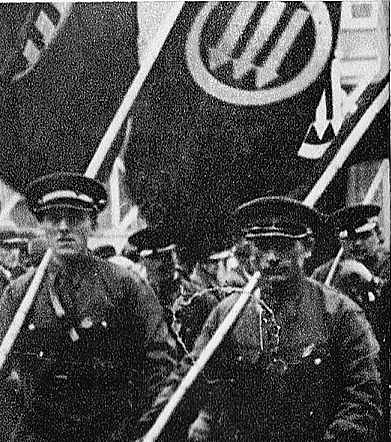
Członkowie Akcji Socjalistycznej z flagami, na których widnieje antyfaszystowski symbol trzech strzał.

Ruch antyfaszystowski w Polsce ma swoje początki już w latach 20. XX wieku. W tym czasie najliczniejsze środowiska antyfaszystowskie były skupione w szeregach Polskiej Partii Socjalistycznej oraz organizacjach komunistycznych i anarchistycznych. Również socjaliści z żydowskiej partii Bund zdecydowanie występowali z pozycji internacjonalistycznych przeciwko grupom faszystowskim i faszyzującym, takim jak np. Związek Faszystów.

## Krytyka antyfaszyzmu
Pojawianie się przejawów antyfaszyzmu od początku istnienia ruchu spotyka się z ostrymi reakcjami ze strony nacjonalistów. Apogeum przejawów zwalczania antyfaszyzmu osiągnęły instytucje III Rzeszy.

Nazizm jako ideologia pokonanych, rozczarowanych i spragnionych odwetu był przepełnionym nienawiścią programem negacji powojennego ładu; zwracał się przeciw liberalizmowi, systemowi wielopartyjnemu i parlamentaryzmowi, demokracji, marksizmowi, komunizmowi i pacyfizmowi (...) występował przeciwko chrześcijaństwu

 Znalazło to odzwierciedlenie we wsparciu frankizmu w czasie wojny domowej w Hiszpanii czy pokazowych procesach antyfaszystów (Biała Róża, Edelweisspiraten, Krąg z Krzyżowej).